# Volkstribuun (krant)
De Volkstribuun was een Belgisch Nederlandstalig socialistisch dagblad.

## Historiek
Het eerste nummer van het dagblad verscheen op 25 juli 1907 en werd uitgegeven door de samenwerkende maatschappij Volkstribuun, dat gelieerd was aan de Antwerpse Federatie van (onafhankelijke) Vakverenigingen en waarin de Algemene Diamantbewerkersbond van België (ADB) een belangrijke rol in speelde. De redactie was gevestigd in de Carnotstraat en vervolgens in de Baron Joostensstraat 2 te Antwerpen. Hoofdredacteur was Louis Van Berckelaer.
De krant had omstreeks 1914 als ondertitel "Dagblad voor onafhankelijke vakbonden". 
Op 3 juni 1914 fuseerde de krant met De Werker tot de Volksgazet.

## Historische documenten
- Digitaal archief Volkstribuun; Het Archief